# 1107-es mellékút (Magyarország)
Az 1107-es számú mellékút egy négyszámjegyű mellékút Budapest és Pest vármegye területén, amely Buda belső részeit köti össze a 10-es főúttal, a Budai-hegység északi részén fekvő két kisebb agglomerációs település feltárásával. 2022-es állapot szerint úgy tűnik, hogy csak a főváros határain kívül eső szakasza minősül országos közútnak, de a kilométer-számozása egyértelművé teszi, hogy eredetileg valahol Budapest legbelső részei között indult.

## Nyomvonala
Kiindulási pontja nem világos, miután Budapest belső részein az egy- és kétszámjegyű főutaknál alacsonyabb rendű utak közúthálózati számozását nemigen használják. Feltehetőleg a kiindulási pontja a 10-es főút bel-budai szakasza (talán a Bem rakpart egyik kereszteződése) lehetett, ez esetben a kifelé vezető irányban az egykori első szakasza legvalószínűbben a Csalogány utca nevet viseli, amely egyben határvonalat is képez a főváros I. és II. kerületei között. [Mivel a Vízivárosban az átmenő utak között is sok az egyirányú, a befelé vezető irányban az út ez esetben a Hattyú utcában vezethetett, és a Batthyány tér sarkánál, a Fő utcába torkollva érhetett véget.]
A Csalogány utca és a Hattyú utca egyaránt a II. kerületi Széna térnél, illetve az azzal teljesen egybeolvadó Széll Kálmán térnél ér véget, majd az út nyomvonala a Szilágyi Erzsébet fasoron halad annak végéig, egyúttal határvonalat képezve a II. és a XII. kerületek közt. A Budakeszire vezető 8102-es út (Budakeszi út) kiágazása (kilométer-számozása alapján valójában betorkollása) után a Hűvösvölgyi út nevet veszi fel, majd Hűvösvölgy városrész központjától a városhatárig Hidegkúti út a neve, ezen a szakaszon teljes egészében a II. kerület területén halad.
A 13+097-es kilométerszelvényénél szeli át a városhatárt, és lép át Solymár területére, ahol a neve Rózsika utca, majd Mátyás király utca lesz. A település temetőjénél, a 11 106-os (korábbi számozás szerint 11 302-es) számú mellékút csomópontjától kezdődően Tersztyánszky Ödön vívó lesz a névadója. [A névadás oka az, hogy az olimpikon 1929-ben ezen az útszakaszon szenvedett olyan súlyos balesetet, amely után, kórházba szállítását követően életét vesztette; a baleset helyszínét már a következő év óta egy, azóta többször átalakított emlékhely őrzi, a PEMŰ Műanyagipari Zrt. főporta-épületével átellenben, a 164-es és 264-es nappali, illetve 964-es éjszakai buszjáratok végállomásánál.] Innentől az addigi jobbára észak-északnyugati irányát nyugatira változtatja.

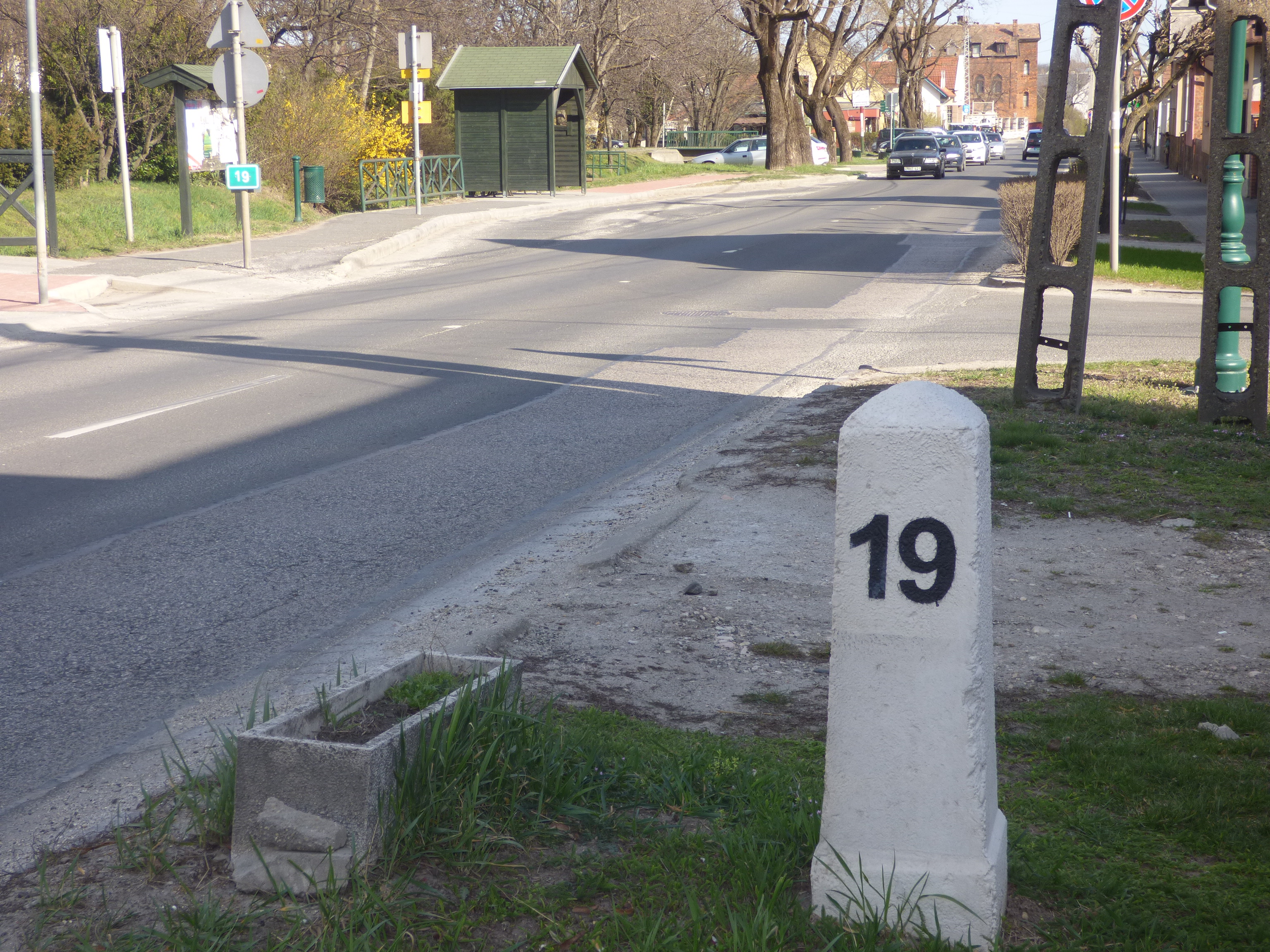
Felújított kilométerkő az 1107-es út pilisszentiváni szakaszán

Solymár területének legnyugatibb részén az utat egykor két helyen is bányavasutak vágányai keresztezték; ezeket a kereszteződéseket az 1970-es évek elején elbontották, de a helyük ma is felismerhető. Ezeket elhagyva az út, kevéssel a 17+850-es kilométerszelvénye után átér Pilisszentiván területére, elhalad a Slötyi nevet viselő bányató mellett, majd – végig a Szabadság út nevet viselve – a település főútjaként halad nyugat-északnyugati irányban. A település központját elhagyva keresztezi az Aranyhegyi-patak felső folyásának jobbára száraz medrét (a patak itt már a Vadász-réti-patak nevet viseli), majd elhalad Drapál János motorversenyző emlékműve közelében. A község utolsó házait elhagyva északnak fordul, néhány méteren át Pilisvörösvár közigazgatási területén halad, és ott északnak fordulva véget is ér, (körülbelül 2020 óta egy jelzőlámpás biztosítású kereszteződésben) beletorkollva a 10-es főútba, annak a 21+300-as kilométerszelvénye közelében.

## Települései
- Budapest
- Solymár
- Pilisszentiván
- Pilisvörösvár

## Története
1934-ben a kereskedelem- és közlekedésügyi miniszter 70 846/1934. számú rendelete harmadrendű főúttá nyilvánította, 801-es útszámozással. Egy dátum nélküli, feltehetőleg 1950 körül készült térkép szintén ezzel az útszámmal szerepelteti.